# Grande Prêmio da Bélgica de 2025
O Grande Prêmio da Bélgica de 2025 (formalmente denominado Formula 1 Moët & Chandon Belgian Grand Prix 2025) foi a décima terceira etapa da temporada de 2025 da Fórmula 1. disputado em 27 de julho de 2025 no Circuito de Spa-Francorchamps, em Spa, na Bélgica.

## Antecedentes
O evento foi realizado no Circuito de Spa-Francorchamps, em Stavelot, pela 58ª vez na história do circuito, no fim de semana de 25 a 27 de julho. O Grande Prêmio foi a décima terceira etapa do Campeonato Mundial de Fórmula 1 de 2025 e a 70ª edição do Grande Prêmio da Bélgica como uma rodada do Campeonato Mundial de Fórmula 1. Foi também o terceiro de seis Grandes Prêmios da temporada a utilizar o formato sprint e a segunda vez no geral que o Grande Prêmio da Bélgica o utiliza.

## Resumo

### Classificação sprint
Oscar Piastri fez a pole position na qualificação para a corrida sprint no GP da Bélgica. O piloto da Red Bull, Max Verstappen ficou em segundo lugar, com Lando Norris atrás dele.

### Sprint
Max Verstappen venceu a corrida sprint na Bélgica após ultrapassar Piastri logo no início. O piloto australiano garantiu o segundo lugar, com o britânico Lando Norris atrás dele.

### Treino classificatório
O piloto da McLaren, Lando Norris arrebatou a pole position, seguido pelo seu companheiro de equipe Oscar Piastri, em segundo, e Charles Leclerc, em terceiro lugar no grid de largada. Max Verstappen, o vencedor da corrida sprint, garantiu a quarta posição.

### Corrida
A corrida foi adiada por um período de aproximadamente uma hora e meia por causa da chuva intensa. A decisão foi tomada pela FIA devido à falta de visibilidade provocada pela chuva no horário em que a corrida deveria começar.
Lando Norris (McLaren) largou da posição de honra, mas logo no início da corrida foi ultrapassado pelo seu companheiro de equipe Oscar Piastri, que passou a liderar a corrida. Atrás dele seguiram Norris, Charles Leclerc e Max Verstappen.
Piastri venceu o GP da Bélgica, após ter liderado a corrida do inicio até a bandeira quadriculada. Lando Norris e Charles Leclerc terminaram, respectivamente, em segundo e terceiro lugar, completando o pódio. Verstappen terminou em quarto logo atrás do pódio. Já o piloto brasileiro Gabriel Bortoleto terminou em nono lugar.

## Resultados

### Sprint Shootout
| Pos.                | N° | Piloto                | Construtor                 | tempos qualificatorios | tempos qualificatorios | tempos qualificatorios | Final grid |
| Pos.                | N° | Piloto                | Construtor                 | SQ1                    | SQ2                    | SQ3                    | Final grid |
| ------------------- | -- | --------------------- | -------------------------- | ---------------------- | ---------------------- | ---------------------- | ---------- |
| 1                   | 81 | Oscar Piastri         | McLaren-Mercedes           | 1:41.769               | 1:42.128               | 1:40.510               | 1          |
| 2                   | 1  | Max Verstappen        | Red Bull Racing-Honda RBPT | 1:42.043               | 1:41.583               | 1:40.987               | 2          |
| 3                   | 4  | Lando Norris          | McLaren-Mercedes           | 1:42.068               | 1:41.412               | 1:41.128               | 3          |
| 4                   | 16 | Charles Leclerc       | Ferrari                    | 1:42.763               | 1:41.786               | 1:41.278               | 4          |
| 5                   | 31 | Esteban Ocon          | Haas-Ferrari               | 1:42.822               | 1:41.801               | 1:41.565               | 5          |
| 6                   | 55 | Carlos Sainz Jr.      | Williams-Mercedes          | 1:42.776               | 1:42.051               | 1:41.761               | 6          |
| 7                   | 87 | Oliver Bearman        | Haas-Ferrari               | 1:43.024               | 1:42.019               | 1:41.857               | 7          |
| 8                   | 10 | Pierre Gasly          | Alpine-Renault             | 1:43.171               | 1:41.949               | 1:41.959               | 8          |
| 9                   | 6  | Isack Hadjar          | Racing Bulls-Honda RBPT    | 1:42.711               | 1:42.088               | 1:41.971               | 9          |
| 10                  | 5  | Gabriel Bortoleto     | Kick Sauber-Ferrari        | 1:42.806               | 1:41.901               | 1:42.176               | 10         |
| 11                  | 30 | Liam Lawson           | Racing Bulls-Honda RBPT    | 1:42.897               | 1:42.169               | N/A                    | 11         |
| 12                  | 22 | Yuki Tsunoda          | Red Bull Racing-Honda RBPT | 1:42.912               | 1:42.184               | N/A                    | 12         |
| 13                  | 63 | George Russell        | Mercedes                   | 1:42.650               | 1:42.330               | N/A                    | 13         |
| 14                  | 14 | Fernando Alonso       | Aston Martin-Mercedes      | 1:42.427               | 1:42.453               | N/A                    | 14         |
| 15                  | 18 | Lance Stroll          | Aston Martin-Mercedes      | 1:42.736               | 1:42.832               | N/A                    | 15         |
| 16                  | 23 | Alexander Albon       | Williams-Mercedes          | 1:43.212               | N/A                    | N/A                    | 16         |
| 17                  | 27 | Nico Hülkenberg       | Kick Sauber-Ferrari        | 1:43.217               | N/A                    | N/A                    | 17         |
| 18                  | 44 | Lewis Hamilton        | Ferrari                    | 1:43.408               | N/A                    | N/A                    | 18         |
| 19                  | 43 | Franco Colapinto      | Alpine-Renault             | 1:43.587               | N/A                    | N/A                    | PL1        |
| 20                  | 12 | Andrea Kimi Antonelli | Mercedes                   | 1:45.394               | N/A                    | N/A                    | 19         |
| 107% time: 1:48.892 |    |                       |                            |                        |                        |                        |            |
| Fontes:             |    |                       |                            |                        |                        |                        |            |

Notas
- ↑1  – Franco Colapinto classificou-se em 19º, mas foi obrigado a iniciar a sprint a partir do pit lane, pois seu carro foi modificado em condições de parque fechado.[12]

### Sprint
| Pos.    | N° | Piloto                | Construtor                 | Laps | Tempo/retirada | Grid | Pontos |
| ------- | -- | --------------------- | -------------------------- | ---- | -------------- | ---- | ------ |
| 1       | 1  | Max Verstappen        | Red Bull Racing-Honda RBPT | 15   | 26:37.997      | 2    | 8      |
| 2       | 81 | Oscar Piastri         | McLaren-Mercedes           | 15   | +0.753s        | 1    | 7      |
| 3       | 4  | Lando Norris          | McLaren-Mercedes           | 15   | +1.414s        | 3    | 6      |
| 4       | 16 | Charles Leclerc       | Ferrari                    | 15   | +10.176s       | 4    | 5      |
| 5       | 31 | Esteban Ocon          | Haas-Ferrari               | 15   | +13.789s       | 5    | 4      |
| 6       | 55 | Carlos Sainz Jr.      | Williams-Mercedes          | 15   | +14.964s       | 6    | 3      |
| 7       | 87 | Oliver Bearman        | Haas-Ferrari               | 15   | +18.610s       | 7    | 2      |
| 8       | 6  | Isack Hadjar          | Racing Bulls-Honda RBPT    | 15   | +19.119s       | 9    | 1      |
| 9       | 5  | Gabriel Bortoleto     | Kick Sauber-Ferrari        | 15   | +22.183s       | 10   |        |
| 10      | 30 | Liam Lawson           | Racing Bulls-Honda RBPT    | 15   | +22.897s       | 11   |        |
| 11      | 22 | Yuki Tsunoda          | Red Bull Racing-Honda RBPT | 15   | +24.551s       | 12   |        |
| 12      | 63 | George Russell        | Mercedes                   | 15   | +25.969s       | 13   |        |
| 13      | 18 | Lance Stroll          | Aston Martin-Mercedes      | 15   | +26.595s       | 15   |        |
| 14      | 14 | Fernando Alonso       | Aston Martin-Mercedes      | 15   | +29.046s       | 14   |        |
| 15      | 44 | Lewis Hamilton        | Ferrari                    | 15   | +30.175s       | 18   |        |
| 16      | 23 | Alexander Albon       | Williams-Mercedes          | 15   | +30.941s       | 16   |        |
| 17      | 12 | Andrea Kimi Antonelli | Mercedes                   | 15   | +31.981s       | 19   |        |
| 18      | 27 | Nico Hülkenberg       | Kick Sauber-Ferrari        | 15   | +32.867s       | 17   |        |
| 19      | 43 | Franco Colapinto      | Alpine-Renault             | 15   | +38.072s       | PL   |        |
| 20      | 10 | Pierre Gasly          | Alpine-Renault             | 12   | Retirado       | 8    |        |
| Fontes: |    |                       |                            |      |                |      |        |

### Treino classificatório
| Pos.                | N° | Piloto                | Construtor                 | tempos qualificatorios | tempos qualificatorios | tempos qualificatorios | Final grid |
| Pos.                | N° | Piloto                | Construtor                 | Q1                     | Q2                     | Q3                     | Final grid |
| ------------------- | -- | --------------------- | -------------------------- | ---------------------- | ---------------------- | ---------------------- | ---------- |
| 1                   | 4  | Lando Norris          | McLaren-Mercedes           | 1:41.010               | 1:40.715               | 1:40.562               | 1          |
| 2                   | 81 | Oscar Piastri         | McLaren-Mercedes           | 1:41.201               | 1:40.626               | 1:40.647               | 2          |
| 3                   | 16 | Charles Leclerc       | Ferrari                    | 1:41.635               | 1:41.084               | 1:40.900               | 3          |
| 4                   | 1  | Max Verstappen        | Red Bull Racing-Honda RBPT | 1:41.334               | 1:40.951               | 1:40.903               | 4          |
| 5                   | 23 | Alexander Albon       | Williams-Mercedes          | 1:41.772               | 1:41.505               | 1:41.201               | 5          |
| 6                   | 63 | George Russell        | Mercedes                   | 1:41.784               | 1:41.254               | 1:41.260               | 6          |
| 7                   | 22 | Yuki Tsunoda          | Red Bull Racing-Honda RBPT | 1:41.840               | 1:41.245               | 1:41.284               | 7          |
| 8                   | 6  | Isack Hadjar          | Racing Bulls-Honda RBPT    | 1:41.572               | 1:41.281               | 1:41.310               | 8          |
| 9                   | 30 | Liam Lawson           | Racing Bulls-Honda RBPT    | 1:41.748               | 1:41.297               | 1:41.328               | 9          |
| 10                  | 5  | Gabriel Bortoleto     | Kick Sauber-Ferrari        | 1:41.908               | 1:41.336               | 1:42.387               | 10         |
| 11                  | 31 | Esteban Ocon          | Haas-Ferrari               | 1:41.884               | 1:41.525               | N/A                    | 11         |
| 12                  | 87 | Oliver Bearman        | Haas-Ferrari               | 1:41.617               | 1:41.617               | N/A                    | 12         |
| 13                  | 10 | Pierre Gasly          | Alpine-Renault             | 1:41.800               | 1:41.633               | N/A                    | 13         |
| 14                  | 27 | Nico Hülkenberg       | Kick Sauber-Ferrari        | 1:41.844               | 1:41.707               | N/A                    | 14         |
| 15                  | 55 | Carlos Sainz Jr.      | Williams-Mercedes          | 1:41.691               | 1:41.758               | N/A                    | PL1        |
| 16                  | 44 | Lewis Hamilton        | Ferrari                    | 1:41.939               | N/A                    | N/A                    | PL2        |
| 17                  | 43 | Franco Colapinto      | Alpine-Renault             | 1:42.022               | N/A                    | N/A                    | 15         |
| 18                  | 12 | Andrea Kimi Antonelli | Mercedes                   | 1:42.139               | N/A                    | N/A                    | PL2        |
| 19                  | 14 | Fernando Alonso       | Aston Martin-Mercedes      | 1:42.385               | N/A                    | N/A                    | PL2        |
| 20                  | 18 | Lance Stroll          | Aston Martin-Mercedes      | 1:42.502               | N/A                    | N/A                    | 16         |
| 107% time: 1:48.080 |    |                       |                            |                        |                        |                        |            |
| Fontes:             |    |                       |                            |                        |                        |                        |            |

Notas
- ↑1  – Carlos Sainz Jr. classificou-se em 15º, mas foi obrigado a começar a corrida no pit lane, pois seu carro foi modificado para as condições do parque fechado.[15]
- ↑2  – Lewis Hamilton, Andrea Kimi Antonelli e Fernando Alonso se classificaram em 16º, 18º e 19º, respectivamente, mas foram obrigados a largar a corrida no pit lane por excederem sua cota de elementos da unidade de potência e substituí-los em condições de parque fechado.[15]

### Corrida
| Pos.    | N° | Piloto                | Construtor                 | Voltas | Tempo/retirada | Grid | Pontos |
| ------- | -- | --------------------- | -------------------------- | ------ | -------------- | ---- | ------ |
| 1       | 81 | Oscar Piastri         | McLaren-Mercedes           | 44     | 1:25:22.601    | 2    | 25     |
| 2       | 4  | Lando Norris          | McLaren-Mercedes           | 44     | +3.415         | 1    | 18     |
| 3       | 16 | Charles Leclerc       | Ferrari                    | 44     | +20.185        | 3    | 15     |
| 4       | 1  | Max Verstappen        | Red Bull Racing-Honda RBPT | 44     | +21.731        | 4    | 12     |
| 5       | 63 | George Russell        | Mercedes                   | 44     | +34.863        | 6    | 10     |
| 6       | 23 | Alexander Albon       | Williams-Mercedes          | 44     | +39.926        | 5    | 8      |
| 7       | 44 | Lewis Hamilton        | Ferrari                    | 44     | +40.679        | PL   | 6      |
| 8       | 30 | Liam Lawson           | Racing Bulls-Honda RBPT    | 44     | +52.033        | 9    | 4      |
| 9       | 5  | Gabriel Bortoleto     | Kick Sauber-Ferrari        | 44     | +56.434        | 10   | 2      |
| 10      | 10 | Pierre Gasly          | Alpine-Renault             | 44     | +1:12.714      | 13   | 1      |
| 11      | 87 | Oliver Bearman        | Haas-Ferrari               | 44     | +1:13.145      | 12   |        |
| 12      | 27 | Nico Hülkenberg       | Kick Sauber-Ferrari        | 44     | +1:13.628      | 14   |        |
| 13      | 22 | Yuki Tsunoda          | Red Bull Racing-Honda RBPT | 44     | +1:15.395      | 7    |        |
| 14      | 18 | Lance Stroll          | Aston Martin-Mercedes      | 44     | +1:19.831      | 16   |        |
| 15      | 31 | Esteban Ocon          | Haas-Ferrari               | 44     | +1:26.063      | 11   |        |
| 16      | 12 | Andrea Kimi Antonelli | Mercedes                   | 44     | +1:26.721      | PL   |        |
| 17      | 14 | Fernando Alonso       | Aston Martin-Mercedes      | 44     | +1:27.924      | PL   |        |
| 18      | 55 | Carlos Sainz Jr.      | Williams-Mercedes          | 44     | +1:32.024      | PL   |        |
| 19      | 43 | Franco Colapinto      | Alpine-Renault             | 44     | +1:35.520      | 15   |        |
| 20      | 6  | Isack Hadjar          | Racing Bulls-Honda RBPT    | 43     | +1 lap         | 8    |        |
| Fontes: |    |                       |                            |        |                |      |        |

## Tabela do Campeonato após a corrida
|        | Pos. | Piloto          | Pontos |
| ------ | ---- | --------------- | ------ |
|        | 1    | Oscar Piastri   | 266    |
|        | 2    | Lando Norris    | 250    |
|        | 3    | Max Verstappen  | 185    |
|        | 4    | George Russell  | 157    |
|        | 5    | Charles Leclerc | 139    |
| Fonte: |      |                 |        |

|        | Pos. | Constructor                | Points |
| ------ | ---- | -------------------------- | ------ |
|        | 1    | McLaren-Mercedes           | 516    |
|        | 2    | Ferrari                    | 248    |
|        | 3    | Mercedes                   | 220    |
|        | 4    | Red Bull Racing-Honda RBPT | 192    |
|        | 5    | Williams-Mercedes          | 70     |
| Fonte: |      |                            |        |

- Nota: Apenas as 5 primeiras posições estão incluídas em ambos conjuntos de classificação.